# Känzele (Naturschutzgebiet)
Das Känzele ist ein Naturschutzgebiet auf dem Gebiet der Stadt Albstadt in Baden-Württemberg. Es wurde am 24. November 1980 vom Regierungspräsidium Tübingen durch Verordnung ausgewiesen.

## Lage
Das Naturschutzgebiet Känzele liegt etwa einen Kilometer nordöstlich des Stadtteils Tailfingen im Naturraum Hohe Schwabenalb. Es ist 3,5 Hektar groß und liegt auf einer Höhe von 860 bis 910 m ü. NHN im Mittleren Oberjura.

## Schutzzweck
Der Schutzzweck ist laut der Schutzgebietsverordnung „die Erhaltung einer Wacholderheide und des Vegetationsmusters zwischen lichtem und dichtem Waldbestand mit einem sehr großen Vorkommen von Orchideen und anderen seltenen Pflanzen.“

## Landschaftscharakter
Es handelt sich um eine ehemalige Wacholderheide, die mittlerweile aber größtenteils von Fichten- und Kiefernforst bestockt ist. Etwa 20 % der Schutzgebietsfläche ist aber noch als Wacholderheide anzusprechen. In den bewaldeten Bereichen befinden sich große Orchideenvorkommen.

## Flora und Fauna
Nennenswerte Pflanzenarten im Gebiet sind die Kugelblume, Frühlingsenzian und Gelber Enzian, Netzblatt, Einblütiges Wintergrün und die Braunrote Stendelwurz.
Im Gebiet kommt der Weißdolch-Bläuling vor.

## Zusammenhängende Schutzgebiete
Das Naturschutzgebiet ist Teil des FFH-Gebiets Gebiete um Albstadt und des Vogelschutzgebiets Südwestalb und Oberes Donautal. Es ist vollständig vom Landschaftsschutzgebiet Albstadt-Bitz umgeben.